# Ľubomír Galko

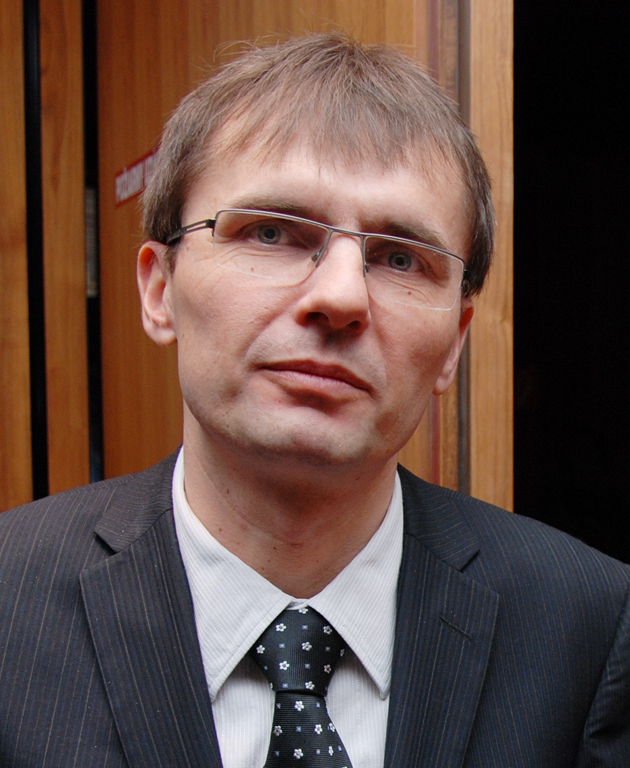
Ľubomír Galko

Ľubomír Galko (* 14. Februar 1968 in Klieština, Okres Považská Bystrica) ist ein slowakischer Unternehmer und Politiker der Partei SaS. Vom 8. Juli 2010 bis zum 23. November 2011 war er der Verteidigungsminister der Slowakei in der Regierung Iveta Radičová.

## Leben
Am 23. November 2011 wurde er infolge eines Abhörskandals von der Premierministerin Iveta Radičová abberufen. Der Skandal dreht sich um das angebliche Abhören der Redakteure der Tageszeitung Pravda sowie des Direktors des Nachrichtensenders TA3 durch den slowakischen Militärgeheimdienst.